# Ornitomancia

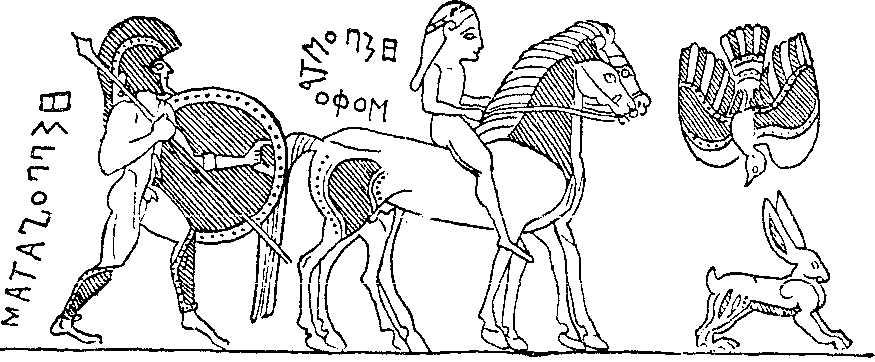
Ornitomancia

La ornitomancia (en griego οἰωνίζομαι) es una de las artes adivinatorias que se practicaban en la antigua Grecia.
Se basaba en predicciones a partir del comportamiento de las aves (ornito-): el vuelo, las migraciones, los cantos, etc.
El más famoso ornitomántico es Tiresias, que era ciego y debía llevar a un aprendiz o lazarillo con él que le describiera sus observaciones de las aves.
En un escolio de Proclo del verso final de la obra de Hesíodo Trabajos y días (Έργα και ημέραι), se lee que algunos hacían derivar de ese verso la fe en esta práctica, que consideraba engañosa Apolonio de Rodas.

## La ornitomancia en la literatura clásica
El comediógrafo Aristófanes alude a esta práctica en su obra Las aves, donde el protagonista Pistetero —quien trata de convencer a las aves de fundar una nación— sugiere que éstas pueden manipular los augurios de los adivinos para guiarlos hacia anheladas riquezas.

## La ornitomancia en las películas
Un ejemplo de ornitomancia se puede ver en la primera película de Astérix y Obélix, en la cual el druida Panorámix tiene una visión premonitoria al ver un grupo de aves volando.